# Peter Kent (Musikproduzent)
Peter Kent (eigentlich Peter Hedrich, * 6. September 1948 in Herten) ist ein deutscher Pop-Sänger und Produzent. 

## Werdegang
Kent begann seine Karriere mit einer Gruppe namens Six de conduits. Anschließend tourte er mit Ensembles der Musicals Hair (in der Rolle des Claude), Godspell und Jesus Christ Superstar durch Deutschland.
Ab 1975 war er Mitglied in der Vokalgruppe Love Generation. Die ständig in wechselnder Besetzung auftretende Formation veröffentlichte mit Hör’ wieder Radio ihren bekanntesten Titel, mit dem sie in der Vorentscheidung zum Grand Prix Eurovision 1975 einen überraschenden dritten Platz belegten. Mit Thomas Alva Edison, 1976 ebenfalls in der deutschen Auswahl zum Eurovisions-Wettbewerb, gelang ihnen immerhin noch ein Top-50-Erfolg in den Airplaycharts. Love Generation waren u. a. mehrmals zu Gast in Ilja Richters Kultsendung Disco.
Ende 1979 begann Kents erfolgreiche Solokarriere. Seine Single It’s a Real Good Feeling stieg im April 1980 auf Platz 1 der deutschen Hitparade und blieb dort für eine Woche. Insgesamt verkaufte sich die Single 750.000 Mal. Weitere Top-20-Erfolge waren You’re All I Need (1980, DE #15), For Your Love (1980, DE #19) und Stop ’n’ Go (1981, DE #13).
Ab 1986 entstanden Aufnahmen mit der spanischstämmigen Popsängerin Luisa Fernandez, die in dieser Zeit auch seine Lebensgefährtin war. Darunter waren Hits wie Solo por ti (1986, DE #18), Con esperanza (1987), Y tu (1988) oder La luna lila (1990). Ihre gemeinsamen Veröffentlichungen reichten bis Mitte der 1990er Jahre, danach trennte sich das Paar wieder.
Auch für andere Produktionen zeichnete Kent verantwortlich, z. B. José Feliciano mit seinem Song The Sound of Vienna (1988, Platz 1 in Österreich), Geier Sturzflug (Bruttosozialprodukt und Besuchen Sie Europa (solange es noch steht)) und die Girlgroup Optimal um C. C. Catch.
Kent sieht sich als Entdecker der Spider Murphy Gang, für die er ein Album koproduziert hat.
2013 veröffentlichte er zusammen mit Antonio Di Natale eine neue Version von Real Good Feeling sowie den Titel Summertwist.

## Privates
Peter Kent lebt zusammen mit seiner Lebensgefährtin und zwei gemeinsamen Kindern im Rosenheimer Ortsteil Westerndorf am Wasen.

## Diskografie

### Alben
| Jahr | Titel                        | Höchstplatzierung, Gesamtwochen/‑monate, AuszeichnungChartplatzierungen (Jahr, Titel, Platzierungen, Wochen/Monate, Auszeichnungen, Anmerkungen) | Höchstplatzierung, Gesamtwochen/‑monate, AuszeichnungChartplatzierungen (Jahr, Titel, Platzierungen, Wochen/Monate, Auszeichnungen, Anmerkungen) | Anmerkungen                                           |
| Jahr | Titel                        | DE | AT | Anmerkungen                                           |
| ---- | ---------------------------- | --- | --- | ----------------------------------------------------- |
| 1980 | The Dream Machine Part 1 & 2 | DE43 (6 Wo.)DE | — | Erstveröffentlichung: Juli 1980                       |
| 1987 | L P                          | — | AT24 (½ Mt.)AT | Erstveröffentlichung: Juni 1987 mit Luisa Fernandez   |
| 1992 | Ambiente                     | — | AT39 (1 Wo.)AT | Erstveröffentlichung: August 1992 mit Luisa Fernandez |

Weitere Alben
- 1981: Happy Weekend
- 1982: Non Stop Magic
- 1989: Y tu (mit Luisa Fernandez)
- 1995: Mar y sol (mit Luisa Fernandez)

### Kompilationen
- 1989: Ihre größten Erfolge (mit Luisa Fernandez)
- 1991: The Maxi-Hits (mit Luisa Fernandez)

### Singles
| Jahr | Titel Album                                         | Höchstplatzierung, Gesamtwochen/‑monate, AuszeichnungChartplatzierungen (Jahr, Titel, Album, Platzierungen, Wochen/Monate, Auszeichnungen, Anmerkungen) | Höchstplatzierung, Gesamtwochen/‑monate, AuszeichnungChartplatzierungen (Jahr, Titel, Album, Platzierungen, Wochen/Monate, Auszeichnungen, Anmerkungen) | Höchstplatzierung, Gesamtwochen/‑monate, AuszeichnungChartplatzierungen (Jahr, Titel, Album, Platzierungen, Wochen/Monate, Auszeichnungen, Anmerkungen) | Anmerkungen                                             |
| Jahr | Titel Album                                         | DE | AT | CH | Anmerkungen                                             |
| ---- | --------------------------------------------------- | --- | --- | --- | ------------------------------------------------------- |
| 1980 | It’s a Real Good Feeling The Dream Machine Part 1&2 | DE1 (34 Wo.)DE | AT3 (6 Mt.)AT | CH5 (9 Wo.)CH | Erstveröffentlichung: November 1979                     |
| 1980 | You’re All I Need The Dream Machine Part 1&2        | DE15 (8 Wo.)DE | AT7 (3 Mt.)AT | — | Erstveröffentlichung: Mai 1980                          |
| 1980 | For Your Love –                                     | DE19 (22 Wo.)DE | — | — | Erstveröffentlichung: September 1980                    |
| 1981 | Stop ’n’ Go Happy Weekend                           | DE13 (23 Wo.)DE | AT17 (1 Mt.)AT | CH8 (7 Wo.)CH | Erstveröffentlichung: April 1981                        |
| 1981 | This Is My Symphony –                               | DE41 (10 Wo.)DE | — | — | Erstveröffentlichung: November 1981                     |
| 1982 | Take a Ride on the Peace Train Non Stop Magic       | DE45 (6 Wo.)DE | — | — | Erstveröffentlichung: April 1982                        |
| 1986 | Solo por ti Luisa Peter                             | DE18 (12 Wo.)DE | AT1 (6 Mt.)AT | — | Erstveröffentlichung: August 1986 mit Luisa Fernandez   |
| 1987 | Con esperanza Luisa Peter                           | — | AT7 (4 Mt.)AT | — | Erstveröffentlichung: Januar 1987 mit Luisa Fernandez   |
| 1987 | Quizas, quizas, quizas Luisa Peter                  | — | AT12 (1½ Mt.)AT | — | Erstveröffentlichung: Mai 1987 mit Luisa Fernandez      |
| 1987 | Dos horas mas Luisa Peter                           | — | AT16 (1½ Mt.)AT | — | Erstveröffentlichung: August 1987 mit Luisa Fernandez   |
| 1988 | Mañana –                                            | — | AT19 (½ Mt.)AT | — | Erstveröffentlichung: Juni 1988 mit Luisa Fernandez     |
| 1989 | Y tu –                                              | — | AT14 (2 Mt.)AT | — | Erstveröffentlichung: November 1988 mit Luisa Fernandez |
| 1990 | La luna lila (Purple Moon) –                        | — | AT5 (19 Wo.)AT | — | Erstveröffentlichung: Juli 1990 mit Luisa Fernandez     |
| 1991 | Illusion (Ilusion) –                                | — | AT25 (3 Wo.)AT | — | Erstveröffentlichung: Mai 1991 mit Luisa Fernandez      |
| 1992 | Perdona –                                           | DE75 (3 Wo.)DE | — | — | Erstveröffentlichung: Juni 1992 mit Luisa Fernandez     |

Weitere Singles
- 1974: 38 38 64 (als Peter Hedrich)
- 1982: The Price of Love
- 1983: Heart on Fire
- 1984: Tears in Your Eyes
- 1985: Sunshine Bay
- 1989: Porque no (mit Luisa Fernandez)
- 1992: Fiesta del sol (mit Luisa Fernandez)
- 1993: Viva (mit Luisa Fernandez)
- 2008: Never Ending Love (Promo)
- 2008: The Fool Again
- 2009: Ferry Cross the Mersey (Promo)
- 2010: Jackpot